# Stormbringer
Az 1974-ben megjelent Stormbringer a Deep Purple kilencedik stúdióalbuma. Az albumon a soul és funk hatások sokkal erőteljesebbé váltak, mint az előzőn, a Burn-ön. Ez az eltávolodás az eddigi hard rock stílustól sok rajongót elidegenített az együttestől, akár csak Ritchie Blackmore-t, aki nem sokkal a Stormbringer kiadása után kilépett a Deep Purple-ből. Mindezek ellenére ezen az albumon található a rocktörténelem talán legszebb balladája a Soldier of Fortune.

## Az album dalai
1. "Stormbringer" (Blackmore, Coverdale) – 4:03
2. "Love Don't Mean a Thing" (Blackmore, Coverdale, Hughes, Lord, Paice) – 4:23
3. "Holy Man" (Coverdale, Hughes, Lord) – 4:28
4. "Hold On" (Coverdale, Hughes, Lord, Paice) – 5:05
5. "Lady Double Dealer" (Blackmore, Coverdale) – 3:19
6. "You Can't Do It Right (with the One You Love)" (Blackmore, Coverdale, Hughes) – 3:24
7. "High Ball Shooter" (Blackmore, Coverdale, Hughes, Lord, Paice) – 4:26
8. "The Gypsy" (Blackmore, Coverdale, Hughes, Lord, Paice) – 4:13
9. "Soldier of Fortune" (Blackmore, Coverdale) – 3:14

## Közreműködők
- David Coverdale – ének
- Ritchie Blackmore – szólógitár
- Jon Lord – billentyűk
- Glenn Hughes – basszusgitár, ének
- Ian Paice – dob

## Feldolgozások
- Az Opeth progresszív death metal együttes feldolgozta a Soldier of Fortune számot a Ghost Reveries albumuk 2005-ös újbóli kiadására.
- A finn Turmion Kätilöt együttes Niuva 20 c. kislemezén szerepel a Stormbringer feldolgozása.